# Ángel Francisco Caraballo Fermín
Ángel Francisco Caraballo Fermín (* 30. Mai 1965 in Puerto Ordaz, Bundesstaat Bolívar) ist ein venezolanischer Geistlicher und römisch-katholischer Erzbischof von Cumaná.

## Leben
Ángel Francisco Caraballo Fermín studierte Philosophie am Priesterseminar in Barquisimeto und Theologie an der internationalen kirchlichen Hochschule Bidasoa in Spanien. Den Bachelor in Theologie erwarb er an der Universität Navarra. Der Bischof von Ciudad Guayana, Ubaldo Ramón Santana Sequera FMI, spendete ihm am 7. Dezember 1991 das Sakrament der Priesterweihe.
Nach weiteren Studien an der Päpstlichen Universität Santa Croce in Rom erwarb er das Lizenziat in Kanonischem Recht und Familienrecht. Neben Tätigkeiten als Pfarrer lehrte er am Priesterseminar des Bistums Ciudad Guayana und war Kanzler der Diözesankurie. Vor seiner Ernennung zum Weihbischof war er zuletzt Generalvikar des Bistums Ciudad Guayana.
Am 30. November 2012 ernannte ihn Papst Benedikt XVI. zum Titularbischof von Dagnum und bestellte ihn zum Weihbischof in Maracaibo. Der Erzbischof von Maracaibo, Ubaldo Ramón Santana Sequera FMI, spendete ihm am 16. Februar des nächsten Jahres die Bischofsweihe; Mitkonsekratoren waren Erzbischof Pietro Parolin, Apostolischer Nuntius in Venezuela, und Mariano José Parra Sandoval, Bischof von Ciudad Guayana.
Papst Franziskus ernannte ihn am 14. September 2018 für die Dauer der Sedisvakanz zum Apostolischen Administrator des Bistums Cabimas. Am 29. Januar 2019 ernannte ihn der Papst zum Bischof von Cabimas. Die Amtseinführung erfolgte am 23. März desselben Jahres.
Am 6. März 2025 ernannte ihn Papst Franziskus zum Erzbischof von Cumaná. Die Amtseinführung fand am 3. Mai desselben Jahres statt.